# حارة المحراق (صنعاء)

تعديل مصدري - تعديل

المحراق هي إحدى حارات حي القابل بمدينة الروضة شمال العاصمة اليمنية "صنعاء"، بلغ تعداد سكانها 318 نسمة حسب تعداد اليمن لعام 2004.